# Parti politique du Québec
Un parti politique du Québec est un parti politique autorisé par la loi électorale. Le Directeur général des élections du Québec (DGEQ) est responsable de l'autorisation des partis politiques.
C'est à partir des années 1960 que les partis politiques ont commencé à être réglementés. Auparavant, le concept de parti politique était moins présent. Il s'agissait davantage d'une identification partisane ou d'une bannière. Cinq partis politiques ont formé le gouvernement du Québec depuis la confédération canadienne de 1867 : le Parti conservateur du Québec, le Parti libéral du Québec, l'Union nationale, le Parti québécois et la Coalition avenir Québec.
Il y a présentement vingt-trois partis politiques au Québec, dont quatre sont représentés à l'Assemblée nationale : la Coalition avenir Québec, le Parti libéral du Québec, le Parti québécois et Québec solidaire.
L'expression parti politique du Québec est équivoque et pourrait, en d'autres contextes, inclure les partis fédéraux ayant été exclusivement représentés au Québec, comme : l'aile fédérale du Bloc populaire canadien ; le schisme québécois des Créditistes fédéraux, Ralliement créditiste ; l'Union populaire ; le Parti nationaliste du Québec ; la coalition arc-en-ciel de 1990 et son successeur le Bloc québécois ; Forces et Démocratie. Le terme pourrait inclure aussi un parti fédéral qui a obtenu la très grande majorité de ses votes au Québec, le Parti Rhinocéros.

## Historique
Schéma historique des principaux partis politiques du Québec
|                         |  |  |  | Parti libéral du Québec (1867-) | Parti libéral du Québec (1867-) | Parti libéral du Québec (1867-) | Parti libéral du Québec (1867-) | Parti libéral du Québec (1867-)           | Parti libéral du Québec (1867-) |                                       |  |  |  |                             |  |  |  |  |  | Parti conservateur du Québec (1867-1935) | Parti conservateur du Québec (1867-1935) | Parti conservateur du Québec (1867-1935) | Parti conservateur du Québec (1867-1935) | Parti conservateur du Québec (1867-1935) | Parti conservateur du Québec (1867-1935) |  |  |  |  |  |  |  |  |
|                         |  |  |  | Parti libéral du Québec (1867-) | Parti libéral du Québec (1867-) | Parti libéral du Québec (1867-) | Parti libéral du Québec (1867-) | Parti libéral du Québec (1867-)           | Parti libéral du Québec (1867-) |                                       |  |  |  |                             |  |  |  |  |  | Parti conservateur du Québec (1867-1935) | Parti conservateur du Québec (1867-1935) | Parti conservateur du Québec (1867-1935) | Parti conservateur du Québec (1867-1935) | Parti conservateur du Québec (1867-1935) | Parti conservateur du Québec (1867-1935) |  |  |  |  |  |  |  |  |
|                         |  |  |  |                                 |                                 |                                 |                                 |                                           |                                 | Action libérale nationale (1934-1939) |  |  |  |                             |  |  |  |  |  |                                          |                                          |                                          |                                          |                                          |                                          |  |  |  |  |  |  |  |  |
|                         |  |  |  |                                 |                                 |                                 |                                 |                                           |                                 |                                       |  |  |  |                             |  |  |  |  |  |                                          |                                          |                                          |                                          |                                          |                                          |  |  |  |  |  |  |  |  |
|                         |  |  |  |                                 |                                 |                                 |                                 |                                           |                                 |                                       |  |  |  |                             |  |  |  |  |  |                                          |                                          |                                          |                                          |                                          |                                          |  |  |  |  |  |  |  |  |
|                         |  |  |  |                                 |                                 |                                 |                                 |                                           |                                 |                                       |  |  |  | Union nationale (1935-1989) |  |  |  |  |  |                                          |                                          |                                          |                                          |                                          |                                          |  |  |  |  |  |  |  |  |
|                         |  |  |  |                                 |                                 |                                 |                                 |                                           |                                 |                                       |  |  |  |                             |  |  |  |  |  |                                          |                                          |                                          |                                          |                                          |                                          |  |  |  |  |  |  |  |  |
|                         |  |  |  |                                 |                                 |                                 |                                 |                                           |                                 |                                       |  |  |  |                             |  |  |  |  |  |                                          |                                          |                                          |                                          |                                          |                                          |  |  |  |  |  |  |  |  |
|                         |  |  |  |                                 |                                 |                                 |                                 |                                           |                                 |                                       |  |  |  |                             |  |  |  |  |  |                                          |                                          |                                          |                                          |                                          |                                          |  |  |  |  |  |  |  |  |
|                         |  |  |  |                                 |                                 |                                 |                                 |                                           |                                 |                                       |  |  |  |                             |  |  |  |  |  |                                          |                                          |                                          |                                          |                                          |                                          |  |  |  |  |  |  |  |  |
| Parti québécois (1968-) |  |  |  |                                 |                                 |                                 |                                 |                                           |                                 |                                       |  |  |  |                             |  |  |  |  |  |                                          |                                          |                                          |                                          |                                          |                                          |  |  |  |  |  |  |  |  |
|                         |  |  |  |                                 |                                 |                                 |                                 |                                           |                                 |                                       |  |  |  |                             |  |  |  |  |  |                                          |                                          |                                          |                                          |                                          |                                          |  |  |  |  |  |  |  |  |
|                         |  |  |  |                                 |                                 |                                 |                                 |                                           |                                 |                                       |  |  |  |                             |  |  |  |  |  |                                          |                                          |                                          |                                          |                                          |                                          |  |  |  |  |  |  |  |  |
|                         |  |  |  |                                 |                                 |                                 |                                 |                                           |                                 |                                       |  |  |  |                             |  |  |  |  |  |                                          |                                          |                                          |                                          |                                          |                                          |  |  |  |  |  |  |  |  |
|                         |  |  |  |                                 |                                 |                                 |                                 | Action démocratique du Québec (1994-2012) |                                 |                                       |  |  |  |                             |  |  |  |  |  |                                          |                                          |                                          |                                          |                                          |                                          |  |  |  |  |  |  |  |  |
|                         |  |  |  |                                 |                                 |                                 |                                 |                                           |                                 |                                       |  |  |  |                             |  |  |  |  |  |                                          |                                          |                                          |                                          |                                          |                                          |  |  |  |  |  |  |  |  |
|                         |  |  |  |                                 |                                 |                                 |                                 |                                           |                                 |                                       |  |  |  |                             |  |  |  |  |  |                                          |                                          |                                          |                                          |                                          |                                          |  |  |  |  |  |  |  |  |
|                         |  |  |  |                                 |                                 |                                 |                                 |                                           |                                 | Coalition avenir Québec (2012-)       |  |  |  |                             |  |  |  |  |  |                                          |                                          |                                          |                                          |                                          |                                          |  |  |  |  |  |  |  |  |
|                         |  |  |  |                                 |                                 |                                 |                                 |                                           |                                 |                                       |  |  |  |                             |  |  |  |  |  |                                          |                                          |                                          |                                          |                                          |                                          |  |  |  |  |  |  |  |  |
|                         |  |  |  |                                 |                                 |                                 |                                 |                                           |                                 |                                       |  |  |  |                             |  |  |  |  |  |                                          |                                          |                                          |                                          |                                          |                                          |  |  |  |  |  |  |  |  |

## Les différentes tendances

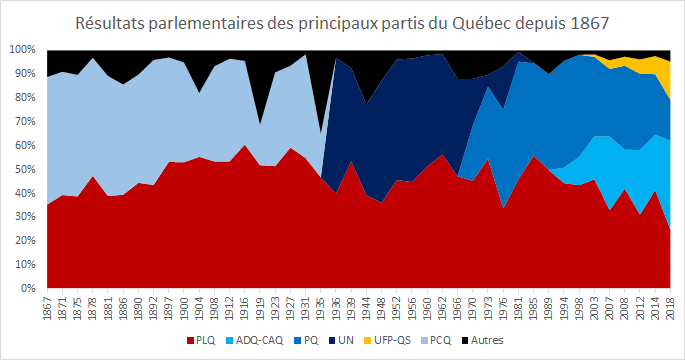

## Liste des partis

### Partis actifs
Au Québec, il y a présentement 22 partis politiques qui sont autorisés par le Directeur général des élections ; quatre d'entre eux sont représentés à l'Assemblée nationale du Québec.

#### Partis représentés à l'Assemblée nationale
Il y a présentement quatre partis politiques québécois représentés à l'Assemblée nationale du Québec : la Coalition avenir Québec, le Parti libéral du Québec, le Parti québécois et Québec solidaire.
|  | Parti                   | Chef                     | Fondation | Nombre de députés (43e législature) | Description |
|  | Coalition avenir Québec | François Legault         | 2011      | 89                                  | La Coalition avenir Québec est un parti politique de centre-droit souhaitant mettre de côté le débat sur le statut politique du Québec, malgré une tendance nationaliste. Son programme politique est fondé sur la relance de l'économie québécoise et un plus grand investissement dans les domaines de la santé et de l'éducation. Ce parti, qui succède sur l'échiquier politique à l'Action démocratique du Québec (1994-2012), occupe le pouvoir depuis 2018.                                                          |
|  | Parti libéral du Québec | Marc Tanguay (intérim)   | 1867      | 19                                  | Le Parti libéral du Québec est le plus vieux parti politique au Québec. Participant aux élections depuis la confédération canadienne, il a occupé le pouvoir cumulativement pendant plus de 80 ans depuis sa création. Le PLQ a été considéré comme un parti progressiste au Québec jusqu'à ce que le Parti québécois lui ravisse cette place à la fin des années 1960. Depuis ce moment, le parti a une idéologie politique fédéraliste, prônant des politiques gouvernementales de centre-droit.                          |
|  | Québec solidaire        | Ruba Ghazal              | 2006      | 12                                  | Québec solidaire est le parti important le plus à gauche sur l'échelle politique du Québec. Il prône une plus grande justice sociale, par une intervention marquée de l'État dans l'économie. Québec solidaire défend aussi des valeurs environnementales. Le parti est souverainiste et défend la place de la langue française au Québec. |
|  | Parti québécois         | Paul St-Pierre Plamondon | 1968      | 5                                   | Le Parti québécois, fondé en 1968 par René Lévesque, est né d'une volonté de regrouper sous une même coalition toutes les tendances politiques en faveur de la souveraineté du Québec. Le parti se situe présentement au centre-gauche sur l'échelle politique, prônant ainsi la social-démocratie. Le Parti québécois a été l'instigateur de plusieurs politiques progressistes durant ses deux premiers passages au gouvernement (1976 - 1985 et 1994 - 2003) et a occupé brièvement le pouvoir à nouveau de 2012 à 2014. |

#### Non représentés
Il y a présentement (en juin 2025) 18 partis politiques qui ne sont pas représentés à l'Assemblée nationale. La plupart d'entre eux ont un impact très faible sur la politique québécoise.
|  | Parti                                       | Chef                                     | Fondation | Années représentées à l'Assemblée | Description |
|  | Bloc Pot                                    | Blak D. Blackburn                        | 1998      | -                                 | Depuis la légalisation du cannabis au Canada en 2018, le Bloc Pot vise à contester la Loi resserrant l’encadrement du cannabis adoptée au Québec en 2019. Il milite également pour une production plus écologique et locale de la marijuana. Le Bloc Pot cherche aussi à amener une utilisation plus éclairée, responsable et sécuritaire à l'ensemble des drogues.                                         |
|  | Climat Québec                               | Martine Ouellet                          | 2021      | -                                 | |
|  | Démocratie directe                          | Jean Charles Cléroux                     | 2022      | -                                 | |
|  | Équipe autonomiste                          | Stéphane Pouleur (intérim)               | 2012      | -                                 | Équipe autonomiste prône l'autonomie maximale des individus, des organismes et du gouvernement provincial dans une confédération canadienne. La responsabilité individuelle, collective et gouvernementale. L’équité entre les générations. La cellule familiale. L’égalité homme-femme dans les deux sens. Le maintien et le respect des us et coutumes des Québécois.                                     |
|  | Parti accès propriété et équité             | Shawn Lalande McLean                     | 2021      | -                                 | |
|  | Parti conservateur du Québec                | Éric Duhaime                             | 2009      | 2021-2022                         | Le parti défend les valeurs de droite, à savoir, entre autres, la liberté et les droits individuels, la responsabilité de chaque citoyen et l’économie de marché. |
|  | Parti culinaire du Québec                   | Jean-Louis Thémistocle                   | 2018      | -                                 | Le parti culinaire du Québec est centré sur l’alimentation et propose une société « gastronocratique », où les agriculteurs, les cultivateurs, les pêcheurs et tous les métiers culinaires seraient des citoyens d’élite. |
|  | Parti marxiste-léniniste du Québec          | Pierre Chénier                           | 1970      | -                                 | Parti marxiste-léniniste qui souhaite se conformer de façon fidèle aux enseignements de Friedrich Engels, Vladimir Ilitch Lénine et Joseph Staline. Son programme prône l'augmentation des investissements dans les programmes sociaux, le renouvellement de la démocratie et la souveraineté du Québec. Il est affilié au Parti marxiste-léniniste du Canada.                                              |
|  | Parti nul                                   | Renaud Blais                             | 2009      | -                                 | Parti qui ne présente aucune idéologie précise. Il vise à protester contre la politique actuelle. Le parti prétend que l'abstention ou l'annulation des voix n'a pas d'impact dans le système électoral québécois, ainsi, il propose aux électeurs de canaliser leurs protestations en votant pour lui. |
|  | Parti vert du Québec                        | Alex Tyrrell                             | 2001      | -                                 | Le Parti vert du Québec est un parti environnementaliste et écosocialiste qui prône la démocratie participative. La plateforme prévoit la promotion des valeurs vertes, du développement durable et de la démocratie participative. Le Parti vert entend se différencier par son approche intégrée du développement qui insiste sur l'interdépendance des différents champs d'intervention du gouvernement. |
|  | Québec innovant                             | Alexandre St-Pierre                      | 2024      | -                                 | |
|  | Union nationale                             | Jonathan Blanchette, dit « Jo L’indigo » | 2022      | -                                 | |
|  | Alliance pour la famille et les communautés | Alain Rioux                              | 2022      | -                                 | |
|  | Bloc Montréal                               | Balarama Holness                         | 2022      | -                                 | |
|  | Parti canadien du Québec                    | Colin Standish                           | 2022      | -                                 | |
|  | Parti libertarien du Québec                 | Charles-Olivier Bolduc                   | 2022      | -                                 | |
|  | Parti communiste du Québec                  | Adrien Welsh                             | 2023      | -                                 | |
|  | Va vers toi                                 | Guillaume Tremblay                       | 2024      | -                                 | |

### Partis défunts

#### Ayant déjà été représentés à l'Assemblée nationale
En plus des quatre partis présentement représentés, il existe une douzaine de partis politiques dont au moins un député a déjà siégé à l'Assemblée nationale du Québec. Il importe toutefois de savoir qu'avant les années 1960, la notion de parti politique était moins bien définie. Il s'agissait souvent de bannière ou de simple identification partisane.
|  | Parti                                                                                             | Années d'existence | Années représentées à l'Assemblée | Nombre de députés élus | Description |
|  | Action démocratique du Québec                                                                     | 1994 - 2012        | 1994 - 2012                       | 54                     | L'Action démocratique du Québec est un parti politique créé en 1994 par une faction nationaliste du Parti libéral. Il a formé l'opposition officielle de 2007 à 2008. L'ADQ est reconnu pour ses politiques conservatrices. Il prône l'autonomisme, c'est-à-dire un renouveau constitutionnel avec le Canada, visant à sortir du débat entre les fédéralistes et les souverainistes. En 2012, le parti a fusionné avec la Coalition avenir Québec.                                                                 |
|  | Action libérale nationale                                                                         | 1934 - 1939        | 1935 - 1936                       | (26)                   | L'ALN est un parti né de l'insatisfaction envers le Parti libéral à la suite de son long séjour au pouvoir au début du XXe siècle. Il critiquait la corruption au sein du parti et souhaitait un renouveau dans les idées politiques. L'ALN promouvait la justice sociale et l'intervention de l'État dans l'économie. |
|  | Bloc populaire canadien                                                                           | 1942 - (1947)      | 1944 - 1948                       | 4                      | |
|  | Fédération du Commonwealth Coopératif (1939-1955) Parti social démocratique du Québec (1955-1961) | 1939 - 1961        | 1944 - 1945                       | 1                      | |
|  | Les démocrates (1978-1980) Parti démocrate créditiste (1980)                                      | 1978 - 1980        | 1978 - 1980                       | 0                      | Les démocrates est un parti politique éphémère fondé par Camil Samson et Pierre Sévigny, renommé Parti démocratie créditiste en 1980. Son existence de courte durée se situe dans la crise du mouvement créditiste québécois des années 1970. Le parti défend les valeurs du crédit social et est grandement associé à la personnalité de son chef, Camil Samson. |
|  | Ligue nationaliste canadienne                                                                     | 1903 - (1916)      | 1904 - 1916                       | 4                      | Mouvement nationaliste et anti-impérialiste, il est fondé par les journalistes Henri Bourassa et Olivar Asselin. La Ligue s'opposait à la dépendance politique envers le Royaume-Uni ou les États-Unis, en soutenant plutôt l'autonomie du Canada au sein de l'Empire britannique. Le parti fait élire quelques candidats à l'élection de 1908 et se dissout quelques années plus tard. |
|  | Option nationale                                                                                  | 2011 - 2017        | 2011 - 2012                       | 0                      | Le parti Option nationale était un parti promouvant l'indépendance du Québec. Il a été fondé par un dissident du Parti québécois, Jean-Martin Aussant. Le parti souhaitait accomplir des gestes de rupture avec le Canada avant la tenue d'un référendum sur l'indépendance. Option nationale était un parti progressiste sur les plans social et économique. En 2017, le parti vote pour s’intégrer à Québec solidaire et en devient ainsi un collectif.                                                          |
|  | Parti égalité                                                                                     | 1989 - 2013        | 1989 - 1994                       | 4                      | Le Parti égalité est un parti fondé en 1989 en réaction à l'ouverture du gouvernement Bourassa sur les questions linguistiques et nationales. Le parti veut défendre les droits des minorités anglophones. Il ne réussit à faire élire que quatre députés à Montréal lors de l'élection de 1989. Il présenta des candidats pour la dernière fois à l'élection de 2003. |
|  | Parti ouvrier                                                                                     |                    |                                   |                        | |
|  | Parti conservateur du Québec                                                                      | 1867 - 1935        | 1867 - 1936                       |                        | Le Parti conservateur du Québec a existé de la fondation du Québec en 1867 jusqu'à sa fusion avec l'Action libérale nationale en 1935. Il a succédé au parti bleu. Comme son nom l'indique, le PCQ avait une idéologie conservatrice, souvent fondée sur le catholicisme. Ce parti a occupé le pouvoir en trois temps : 1867 - 1878 ; 1879 - 1887 et 1891 - 1897. |
|  | Parti national populaire                                                                          | 1975 - 1980        | 1976 - 1979                       | 1                      | |
|  | Parti nationaliste chrétien                                                                       | 1967 - (1969)      | 1968 - 1969                       | 0                      | Mouvement nationaliste, souverainiste, théocratique et conservateur créé en 1968 par Léo Tremblay, le PNC prônait la confessionalisation des écoles et des hôpitaux et le retour à l'ordre de la société québécoise, puis l'indépendance du Québec Le PNC reçut une certaine attention lorsque Gaston Tremblay, député Union nationale, décida de faire défection vers le PNC. Cependant, Gastion Tremblay quitta le PNC en 1969, et ce parti ne montra aucun signe d'activité par la suite.                       |
|  | Ralliement créditiste du Québec (1970-1973, 1975-1978) Parti créditiste (1973-1975)               | 1970 - 1978        | 1970 - 1978                       | 15                     | Parti issu du mouvement du crédit social, il réussit à faire élire plusieurs députés à l'élection de 1970. Le parti sera ensuite déchiré par de nombreux conflits internes, jusqu'à ce qu'en 1978, le chef et dernier député du parti, Camil Samson, fonde un nouveau parti, Les démocrates. |
|  | Union nationale (1935-1971, 1973-1989) Unité-Québec (1971-1973)                                   | 1935 - 1989        | 1935 - 1973 et 1974 - 1981        |                        | L'Union nationale est née d'une fusion entre le Parti conservateur du Québec et l'Action libérale nationale en 1935. Cette coalition, grandement associée à son chef Maurice Duplessis, a gouverné la province de 1936 à 1939, puis sans interruption de 1944 à 1960. Cette période de l'Histoire du Québec, nommée la Grande Noirceur, a été marquée par des politiques gouvernementales conservatrices et traditionalistes. L'Union nationale a également occupé le pouvoir l'espace d'un mandat de 1966 à 1970. |

#### Partis n'ayant jamais été représentés
|  | Parti | Années d'existence      | Description |
|  | Action des hommes d'affaires du Québec                                                                                |                         | |
|  | Action provinciale |                         | |
|  | Action Québec | 1987 - 1989             | Parti mineur indépendantiste fondé par Réginald Chartrand. |
|  | Affiliation Québec | 2007 - 2012             | Parti fondé par des électeurs déçus des partis politiques fédéralistes. Il était fortement en faveur de l'unité canadienne et s'opposait au nationalisme québécois et à l'indépendance du Québec. |
|  | Alliance démocratique                                                                                                 | 1976 - 1977             | Parti politique éphémère fondé par Nick Auf der Maur avec des militants du parti municipal montréalais Rassemblement des citoyens de Montréal. Il s'agissait d'un parti de gauche présent dans la communité anglophone montréalaise. |
|  | Bloc équité sociale                                                                                                   | 2002                    | |
|  | CANADA! | 1994 - 1998             | Parti fondé dans la foulée du référendum de 1995 sur l’indépendance du Québec. Il souhaitait garantir que toute circonscription élisant l'un de ses candidats resterait au Canada même si le Québec votait en faveur de la souveraineté lors du référendum. |
|  | Candidat du peuple | Années 1930 - 1940      | Bannière de deux candidats lors de l'élection de 1939 et de 1944. |
|  | Capital familial | Années 1950 - 1960      | Bannière d'un candidat lors des deux élections générales et d'une élection partielle (1956, 1960 et 1961). |
|  | Coalition arc-en-ciel                                                                                                 |                         | |
|  | Développement Québec                                                                                                  | ~1994-1996 .            | Parti créé en 1994 et n'a fait élire personne lors de l'élection de 1995. Il a participé à une commission parlementaire. |
|  | Droit vital personnel                                                                                                 |                         | |
|  | Équipe options |                         | |
|  | Esprit social |                         | |
|  | Fermier opposition |                         | |
|  | Femiers-Unis |                         | |
|  | La Belle Province de Québec                                                                                           |                         | |
|  | Mon pays le Québec | 2012 - 2016             | Mon pays le Québec est un parti qui prônait la liberté individuelle en modifiant le système fiscal en place pour un système sans impôt sur le revenu et une seule taxe à la consommation. Il vise par ce projet de relancer l'économie québécoise en attirant des entreprises. Le parti prônait la souveraineté du Québec, condition pour mettre en place son programme politique. |
|  | Mouvement équité au Québec                                                                                            | 2008 - 2013             | N'a jamais présenté de candidats. |
|  | Mouvement socialiste                                                                                                  |                         | |
|  | Nouveau Parti démocratique du Québec (1963-1995) Parti de la démocratie socialiste (1995-2002)                        | 1963 - 2002             | Parti d'orientation sociale-démocrate et socialiste. Malgré une participation dans près d'une dizaine d'élection générale, n'a jamais obtenu plus que 2 % des voix. Le parti a fusionné avec d'autres partis de gauche en 2002 pour former l'Union des forces progressistes, qui a elle-même intégré Québec solidaire en 2006. |
|  | Nouvelle alliance Québec-Canada (2010-2011) Parti de la réforme financière (2009-2010).                               | 2009 - 2011             | |
|  | Option nationale | 1997 - 1998             | |
|  | Parti 51 | 1989 - 1991             | Parti éphémère prônant l'indépendance du Québec pour permettre d'annexer la province aux États-Unis et en devenir le 51e État. Le parti ne récolte que 0,11 % à sa seule participation électorale en 1989. |
|  | Parti alternatif du Québec                                                                                            |                         | |
|  | Parti animal Québec                                                                                                   | 2020 - 2022             | |
|  | Parti chevreuil | 1994                    | |
|  | Parti citron | 1987 - 1998             | Parti satirique canadien, mais n'ayant présenté des candidats qu'à deux élections provinciales québécoises. Par ses promesses cocasses ou moqueuses, le parti se rapprochait de la philosophie du Parti Rhinocéros. |
|  | Parti communiste du Québec                                                                                            | 1965 - 2003             | Branche autonome du Parti communiste du Canada (PCC) au Québec fondée en 1965 par le militant Samuel Walsh. Cette formation politique fut un parti politique provincial québécois reconnu par le DGEQ de 1965 à 2003. |
|  | Parti communiste du Québec (Indépendantiste)                                                                          | 2006 - 2012             | Le Parti communiste souhaitait l'indépendance du Québec afin de favoriser la transition vers le socialisme. Il s'est transformé en collectif du parti Québec solidaire. |
|  | Parti communiste ouvrier                                                                                              | 1979 - 1983             | Parti d'extrême-gauche d'idéologie marxiste-léniniste et maoïste. Il présente une trentaine de candidats à l'élection de 1981. Il se décomposera rapidement aux prises avec un mode de fonctionnement hermétique et un essoufflement de son idéologie face à la montée du conservatisme économique et le renforcement de mouvements progressistes alternatifs (féminisme, écologisme, etc.),. |
|  | Parti conscience universelle                                                                                          | 2005 - 2007             | Parti éphémère n'ayant jamais participé à une élection. Il ne cherchait pas à prendre le pouvoir, mais plutôt à donner à la population une conscience écologique. D'orientation féministe, le parti identifiait dans le genre masculin la source de plusieurs problèmes sociaux (gangs de rues, non-respect du protocole de Kyoto, etc.) |
|  | Parti crédit social uni                                                                                               | 1969 - 1971 1979 - 1994 | Parti créditiste sans importance regroupé autour de Jean-Paul Poulin. |
|  | Parti de la classe moyenne du Québec                                                                                  | 2012 - 2014             | |
|  | Parti de la démocratisation économique                                                                                |                         | |
|  | Parti de la liberté de choix                                                                                          |                         | |
|  | Parti de la loi naturelle du Québec                                                                                   | 1994 - 2003             | Section québécoise du Parti de la loi naturelle du Canada, lui-même affilié à la branche politique de la méditation transcendantale de Maharishi Mahesh Yogi. |
|  | Parti de la souveraineté du Québec                                                                                    | 1993 - 1996             | Parti négligeable fondé par deux citoyens de Saint-Timothée avec un programme fondé sur la souveraineté du Québec. En plus, le Parti proposait la retraite à 55 ans et la transformation d'une partie de l'impôt sur le revenu vers la taxe de vente du Québec. Le parti n'a recueilli qu'un peu plus de 0,1 % à l'élection de 1994. Il a perdu son autorisation en 1996 après que le DGEQ ait mis en lumière le financement frauduleux du parti. |
|  | Parti démocrate du Québec                                                                                             | 2002 - 2003             | Parti éphémère fondé par un commissaire-priseur de l'Estrie, Olivier Chalifoux (ancien candidat adéquiste et néo-démocrate). Sans avoir participé à une élection, le parti se saborde deux mois après sa fondation après avoir prétendu être associé au mouvement raëlien,. |
|  | Parti des immigrés du Québec                                                                                          |                         | |
|  | Parti des régions |                         | |
|  | Parti des travailleurs du Québec                                                                                      |                         | |
|  | Parti travailliste du Québec                                                                                          | 2015 - 2017             | |
|  | Parti du peuple du Québec                                                                                             |                         | |
|  | Parti du progrès |                         | |
|  | Parti du socialisme chrétien                                                                                          |                         | |
|  | Parti durable du Québec                                                                                               |                         | |
|  | Parti économique du Québec                                                                                            | 1993 - 1998             | |
|  | Parti humain du Québec                                                                                                | 2022 - 2023             | |
|  | Parti humaniste du Québec                                                                                             |                         | |
|  | Parti indépendantiste (1985)                                                                                          | 1985 - 1990             | Parti indépendantiste et social-démocrate. Il avait pour objectif de combler le vide laissé par l'abandon de la souveraineté par le Parti québécois durant cette période. Contrairement à ce dernier, le Parti indépendantiste voulait faire l'indépendance sans association avec le Canada. |
|  | Parti indépendantiste (2008)                                                                                          | 2008 - 2016             | Le parti défendait l'indépendance du Québec. Il avait une idéologie de droite, voire d'extrême-droite. Il proposait l'accession à la souveraineté par un vote à l'Assemblée nationale, plutôt que par référendum comme plusieurs autres partis souverainistes. Il proposait une réduction importante de l'immigration. |
|  | Parti innovateur du Québec                                                                                            |                         | |
|  | Parti J’en arrache |                         | |
|  | Parti j'en peut pu | ~1993-1994              | |
|  | Parti l'étoile d'or social démocratique                                                                               | ~1993                   | |
|  | Parti libertarien | ~1981-1989              | |
|  | Parti national humanitaire du Québec                                                                                  |                         | |
|  | Parti national | 1937-1939               | Parti regroupant des dissidents de l'Union nationale cherchant à mettre en application le programme de réformes de l'Action libérale nationale. Faute de financement et pour éviter de diviser le vote de l'opposition en faveur de l'Union nationale, le Parti national se sabote à la veille des élections de 1939. |
|  | Parti nationaliste humain du Québec                                                                                   |                         | |
|  | Parti Option populaire                                                                                                |                         | |
|  | Parti ouvrier progressiste                                                                                            | 1943 - 1959             | Parti communiste fondé sous ce nouveau nom lorsque le Parti communiste du Canada fut interdit en 1941. L'appelation s'éteint vers les années 1960 avec le retour du Parti communiste du Québec. |
|  | Parti populaire du Québec                                                                                             |                         | |
|  | Parti pour la république du Canada (Québec) Parti pour le Commonwealth du Canada (Québec) Parti républicain du Québec | 1983 - 1994             | Parti fondé sur l'idéologie de l'homme politique américain Lyndon LaRouche. Le parti prône la création d'une république pour le Canada. |
|  | Parti pour le respect des droits et libertés individuels au Québec                                                    |                         | |
|  | Parti présidentiel | 1974 - 1975             | Parti fondé par Yvon Dupuis à la suite de son expulsion du Parti créditiste. Le parti fusionne avec l'Union nationale avant d'avoir participé à une élection. |
|  | Parti progressiste conservateur du Québec                                                                             | 1982 - 1998             | Parti fondé pour promouvoir au niveau provincial les idées du Parti progressiste-conservateur du Canada. Il n'obtient que des résultats marginaux aux élections de 1985 et de 1989. |
|  | Parti réformateur |                         | |
|  | Parti unité nationale (2012-2018) Parti démocratie chrétienne du Québec (2002 à 2012)                                 | 2002 - 2018             | Prône une politique de droite radicale combinant le nationalisme québécois et le fondamentalisme chrétien. En ce sens, il critique le multiculturalisme canadien. Souhaite revenir à des valeurs traditionnelles au niveau familial et dans le domaine de l'éducation (classes non-mixtes, incitation au non-avortement, etc.) |
|  | Parti réforme Québec                                                                                                  |                         | |
|  | Renaissance |                         | |
|  | Parti républicain du Québec                                                                                           | 1962 - 1964             | Fondé par Marcel Chaput, ancien chef du Rassemblement pour l'indépendance nationale qui aurait voulu que ce mouvement devienne immédiatement un parti politique. |
|  | Parti république du Québec                                                                                            | 2007 - 2009             | Parti conservateur prônant l'indépendance du Québec. Le parti promouvait un retour aux valeurs traditionnelles, par le financement direct au famille ou un contrôle des valeurs des immigrants. Sur le plan de l'indépendance, le parti souhaitait instaurer un mode de scrutin proportionnel, réunir une coalition de partis pour écrire une constitution québécoise et la faire adopter par référendum, rendant le Québec, du même coup, souverain. Le parti est dissout après n'avoir présenté qu'un seul candidat à l'élection de 2008,. |
|  | Parti socialiste du Québec                                                                                            | 1963 - 1968             | Parti politique social-démocrate fondé autour de syndicalistes comme Fernand Daoust, Michel Chartrand et Pierre Vadeboncœur. Il est issu d'un schisme entre deux groupes lors de la fondation du Nouveau Parti démocratique du Québec. Les désaccords portaient le statut constitutionnel du Québec ainsi que des liens avec le Nouveau Parti démocratique du Canada. Le parti ne présente que cinq candidats à l'élection de 1966 et se dissout rapidement ensuite. |
|  | Parti unitaire du Québec                                                                                              | 2005 - 2007             | N'a jamais présenté de candidats |
|  | Ralliement national                                                                                                   | 1966 - 1968             | Parti prônant l'indépendance politique du Québec, dirigé par Gilles Grégoire. Le parti se situait plutôt à la droite de l'échiquier politique, contrairement au Rassemblement pour l'indépendance nationale présent à la même époque. |
|  | Rassemblement démocratique pour l’indépendance                                                                        | 1985 - 1988             | Parti éphémère ayant réuni des militants du Parti québécois déçu que leur parti ne fasse pas suffisamment la promotion de la souveraineté du Québec au milieu des années 1980. |
|  | Rassemblement pour l'alternative progressiste                                                                         | 2000 - 2002             | En 2002, le parti a fusionné avec le Parti de la démocratie socialiste (ex-NPD-Québec), le Parti communiste du Québec et la section québécoise de Socialisme international afin de former l’Union des forces progressistes. |
|  | Rassemblement pour l'indépendance nationale                                                                           | 1960 - 1968             | Important mouvement politique créé en 1960 et voué à la promotion de l'indépendance du Québec. Il devient un parti politique en 1963 et participe aux élections de 1966. Tiraillé au cours de son existence entre différentes tendances idéologiques, le RIN représente l'aile gauche du mouvement souverainiste québécois des années 1960. Le RIN participe en 1968 à des négociations en vue d'unifier différents partis indépendantistes, mais est finalement exclu des négociations menant à la formation du Parti québécois. En 1968, le congrès du parti décide de se dissoudre et d'appeler ses membres à se joindre au Parti québécois. |
|  | Regroupement des militants syndicaux                                                                                  | 1974 - 1981             | |
|  | Regroupement national                                                                                                 | 1964 - 1966             | Parti issu de militants traditionalistes du RIN. Souverainiste et conservateur, il s'allie avec des militants créditiste pour former le Ralliement national en vue de l'élection de 1966. |
|  | Union citoyenne du Québec                                                                                             | 2012 - 2015             | L'UCQ était un parti visant à combler l'absence de parti progressiste et fédéraliste au Québec. Il n'a participé qu'à l'élection de 2012; sans succès. |
|  | Union des électeurs                                                                                                   | 1944 - 1948             | Premier parti politique au Québec pronait les idées du crédit social. Le parti réussit à obtenir 9 % des voix à l'élection de 1948 grâce à son chef charismatique Réal Caouette. Le mouvement créditiste est par la suite peu présent sur la scène provincial jusqu'à la création du Ralliement créditiste du Québec dans les années 1970. |
|  | Union des forces progressistes                                                                                        | 2002 - 2006             | Parti progressiste issu de la fusion entre trois partis politiques de gauche : le Parti de la démocratie socialiste (PDS), le Rassemblement pour l'alternative progressiste (RAP) et le Parti communiste du Québec. À la suite d'un résultat décevant à l'élection de 2003, il fusionne avec le groupe Option citoyenne pour devenir Québec solidaire. |
|  | L'union fait la force                                                                                                 | ? - 2023                | |
|  | Union du Centre | 2008 - 2009             | Ce parti proposait l’abolition des programmes de subventions destinées aux « régions ressources » et auxquelles les « régions centrales » n’avaient pas droit. |
|  | Parti Unité | 1989 - 1990             | Le Parti Unité était un parti de défense des anglophones et prônait l'égalité entre le français et l'anglais au Québec. Après l'élection de 1989, il fusionne avec le Parti égalité. |
|  | Votepop Québec | 2006                    | |
|  | Parti pour l'indépendance du Québec                                                                                   | 2019 - 2023             | Dirigé par Michel Blondin. |